# ベクトラン

ベクトランLCPの分子構造

ベクトラン（英: Vectran）は、液晶ポリマー（liquid-crystal polymer ; LCP）からつくられた合成繊維で、セラニーズ・コーポレーション 、現在のクラレによってつくられた。化学的には4-ヒドロキシ安息香酸と6-ヒドロキシナフタレン-2-カルボン酸の重縮合によって製造される芳香族 ポリエステルである。  

## 物性

### 利点
ベクトランのゴールデンファイバーは、高温での熱安定性、高強度および高弾性率 、低クリープ 、そして優れた化学的安定性で知られている。耐湿性であり、一般に敵対的環境において安定である。 ポリエステルコーティングは、ベクトランのコアの周囲によく使用される。 ポリウレタンコーティングは、 耐摩耗性を向上させ、水バリアとして機能する。ベクトランの融点は330°Cで、220°Cから段階的な強度低下が起きる。紫外線に対する耐性が低いため、屋外環境では長期間使用しない。 

### デメリット
引張強度はケブラーと似ているが、大きな応力にさらされたとき、ベクトランは依然として引張破断を起こす傾向がある。ほんの少しの毛髪状繊維が容易に汚れをつかみ、かつ面ファスナーに容易に絡み合うために、（可能な場合）引き裂かなければならない 。保護コーティングなしで使用された場合、ベクトランはUV劣化に対する耐性が低い。 

## 使用法
ベクトラン繊維は、ロープ 、電気ケーブル 、 帆布 、および高度な複合材料 、プロ用の自転車用タイヤ、およびエレクトロニクス用途のための強化繊維として使用されている。これは、設計および製造によってNASAの船外移動ユニット（宇宙服）の繊維製品構造層の1つとして使用されているILCドーバー 、および1997年マーズパスファインダーや2004年の双子の火星探査ローバー スピリットとオポチュニティーの火星着陸用のエアバッグ等すべての繊維製品 に用いられ、いずれもILCドーバーによって設計および製造されている 。この素材は、2011年NASAの火星科学研究所のブライドルケーブルでも使用された 。2015年10月28日にペンシルベニア州に墜落したJLENS軍の軍事監視飛行船のともづなは、ベクトランで作られていた 。 
Vectranは、 Bigelow Aerospaceによって開発され 、軌道上にある2つのステーション だけでなく、 NASAがその放射線遮蔽と熱制御機能についてテストしている重要なコンポーネントである。 
アメリカ合衆国国土安全保障省では、洪水を防ぐために、ベクトラン製インフレータブルプラグの開発を後援している。ニューヨーク市地下鉄のトンネルやニューヨーク市の他のトンネルで、強いが、比較的安価で、かつラットが食べないことが利点である 。ベクトラン繊維は、 ヨネックス BG-85やBG-80などのバドミントンストリングの製造にも使用されている。 Carlton Vapor Trailバドミントンラケットの製造にも使用されている。 
ベクトランは、Grand Prix 4000 S IIやGrand Prix 4シーズンなどのコンチネンタル自転車のタイヤで、転がり抵抗を増加させないとされている1層または2層のいずれかで、パンク防止層として使用されている。 
ナイキの Flywireも、ベクトラン製。

## 製造
クラレは1990年にベクトランの製造を開始した。2005年から2007年6月までに、クラレは、 米国 サウスカロライナ州にあるCelanese Advanced Materials Inc. （CAMI）からベクトラン事業を買収し、全世界のベクトラン生産の100％を所有している。 
ベクトランの全生産量は、2007年の年間600トンから2008年の年間1000トンに拡大した。